# Augustin Maillard
 (juillet 2018).
Augustin Maillard est un homme politique français né le 6 avril 1828 au Croisic (Loire-Inférieure) et mort le 21 décembre 1926 à Paris.

## Biographie
Augustin Maillard est le fils d'Augustin Maillard, négociant en sel au Croisic, conseiller général, et d'Émilie Joséphine Louise Lechapt-Duchatellier.
Propriétaire terrien, négociant et industriel en sel, propriétaire des Établissements Maillard, maison de commerce et raffinerie de sel au Croisic, il devient conseiller général en 1864 et maire du Croisic en 1873. 
Il est sénateur de la Loire-Atlantique de 1897 à 1920, siégeant à droite. À la Chambre, il est président de la 2° commission de pétitions (1898), de la 1re commission d'intérêt local et de la 6e commission d'initiative parlementaire.